# Hylaeus matamoko
Hylaeus matamoko är en biart som beskrevs av Donovan 2007. Hylaeus matamoko ingår i släktet citronbin, och familjen korttungebin. Inga underarter finns listade i Catalogue of Life.